# Horst-Wessel-Lied
Horst-Wessel-Lied (traducere din germană: Cântecul lui Horst Wessel), numit și Die Fahne hoch! (Sus drapelul!), a fost imnul oficial al partidului nazist NSDAP din 1930 până în 1945, an în care NSDAP a încetat să mai existe. Din 1945, ca urmare directă a sentințelor pronunțate în procesele de la Nürnberg, interpretarea publică a acestui imn - atât melodia cât și textul - au fost interzise prin lege în Germania și Austria.

## Date istorice

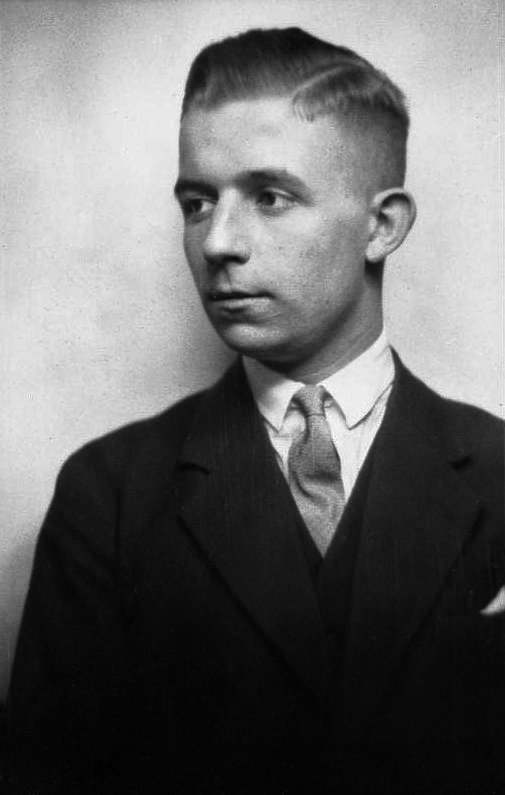
Horst Wessel, autorul versurilor

Poemul Die Fahne hoch! (Sus drapelul!) a apărut pentru prima oară în august 1929 în „Der Angriff” (în germană „Atacul”), organul de presă al organizației paramilitare naziste Sturmabteilung (SA) (verbatim: „Secțiunea de Asalt”). Autorul versurilor (scrise în 1929) a fost Horst Wessel, un comandant SA cu rangul SA-Sturmführer. Wessel și-a pierdut viața la 23 februarie 1930 din cauza rănilor suferite prin focuri de revolver trase de Albrecht (Ali) Höhler, membru al Partidului Comunist German. Șeful propagandei partidului nazist, Joseph Goebbels, l-a declarat pe Wessel erou al mișcării naziste, iar Die Fahne hoch! a fost reîntitulat Horst-Wessel-Lied și intonat pentru prima oară la funeraliile lui Wessel.
Versurile sunt plagiate sau „adaptate” pentru SA, având la bază poemul compus de poetul comunist Willi Bredel. Acesta și-a compus versiunea originală pentru organizația paramilitară „Roter Frontkämpferbund” a Partidului Comunist German (în germană Liga Roșie a Luptătorilor pe Front; abreviat, RFB).
Ingeborg Wessel, sora lui Horst, a relatat că prima publicare postumă a poemului, în cotidianul partidului nazist Völkischer Beobachter, a avut mențiunea „Salutul lui Horst Wessel către Germania viitoare”; poemul a devenit imnul oficial al partidului nazist german NSDAP .

## Melodia
Versurile lui Wessel au fost puse pe melodia cântecului popular „Der Abenteurer”, preluat din opera „Joseph” de Étienne Nicolas Méhul.
Cântecul Horst-Wessel-Lied este interzis în Germania, în baza art. 86 a din Codul Penal (Strafgesetzbuch, abreviat StGB) și în Austria, în baza art. 3 din legea Verbotsgesetz (abreviat VerbotsG) din 1947 privind denazificarea Austriei, întrucât textul, cât și melodia (chiar folosind alt text), sunt considerate în cele două țări ca simboluri ale unei organizații anticonstituționale.
În timpul celui de al Treilea Reich acest imn a fost interpretat obligatoriu înaintea concertelor de muzică clasică.

## Horst-Wessel-Liedîn filme
- Șeful neo-nazist american din comedia „Frații Blues” ("Blues Brothers") ascultă câteva acorduri din Horst-Wessel-Lied.
- Horst-Wessel-Lied este o temă de fond într-o bună parte din filmul italian „O zi deosebită” (cu Marcello Mastroianni), evocând defilarea trupelor naziste în Roma anilor 1935.

## Parodii laHorst-Wessel-Lied
- „Marșul vițeilor” (în germană : Kälbermarsch) din piesa lui Bertolt Brecht „Schweik în Al Doilea Război Mondial” (1943)A.

- „Die Preise hoch” („Cresc prețurile”), scrisă de un autor german anonimB.

- Umoristul francez din Résistance Pierre Dac a compus un cântec parodic pe această melodie, contra colaboratorilor pro-naziști francezi din timpul războiului, transmis la Radio LondraC.

- Cântăreața italiană de muzică ușoară Milva a înregistrat un cântec-persiflaj pe melodia marșului Horst-Wessel-Lied.

## Imnuri fasciste din Europa
- Giovinezza (în italiană : „Tinerețea”), imnul partidului fascist italian
- Lied der Jugend (în germană : „Cântecul Tinereții”), sau Dollfuss-Lied), imnul partidului fascist austriac.
- Maréchal, nous voilà !, (în franceză Mareșale, iată-ne! (suntem gata)) un cântec de glorificare a mareșalului Pétain.
- Cara al sol, imnul național al falangelor spaniole.
- „Sfânta tinerețe legionară”, Imnul Tineretului Legionar, compozitor: Ion Mânzatu, versuri: Radu Gyr.